# Hino de Goiás
O Hino do estado de Goiás (Brasil) foi introduzido em 1919 sendo posteriormente alterado em 2001. O hino original de 1919, com letra de Antônio Eusébio de Abreu Júnior e música de Custódio Fernandes Góes, foi promulgado pela Lei estadual n.º 650, de 30 de julho de 1919. Em 2001 o hino foi revogado por uma nova versão, de autoria de José Mendonça Teles e melodia de Joaquim Jayme, sancionada pela Lei estadual n.º 13.907 de 21 de setembro de 2001.